# Ippling
Ippling là một xã trong vùng Grand Est, thuộc tỉnh Moselle, quận Sarreguemines, tổng Sarreguemines-Campagne. Tọa độ địa lý của xã là 49° 06' vĩ độ bắc, 07° 00' kinh độ đông. Ippling nằm trên độ cao trung bình là 220 mét trên mực nước biển, có điểm thấp nhất là 208 mét và điểm cao nhất là 298 mét. Xã có diện tích 3,29 km², dân số vào thời điểm 1999 là 700 người; mật độ dân số là 212 người/km².

## Thông tin nhân khẩu
| 1962 | 1968 | 1975 | 1982 | 1990 | 1999 |
| ---- | ---- | ---- | ---- | ---- | ---- |
| 600  | 643  | 673  | 681  | 640  | 700  |